# Carmen Hart
Carmen Hart (ur. 12 marca 1984 w Lumberton) – amerykańska aktorka filmów pornograficznych pochodzenia indiańskiego.

## Życiorys

### Wczesne lata
Carmen urodziła się w Lumberton w stanie Karolina Północna. Jej rodzice wywodzą się z plemienia Lumbee, a ona sama należy do wspólnoty Indian. Dorastała w chrześcijańskiej rodzinie, jednakże jej rodzina nie prowadziła konserwatywnego stylu życia, jaki w zwyczaju ma wiele amerykańskich rodzin. W wieku 15 lat obejrzała film Andrew Bergmana Striptiz (Striptease, 1996) z Demi Moore, który zainspirował ją do podjęcia pracy jako striptizerka.

### Kariera
W 2004 roku została wybrana Miss Hawaiian Tropic, konkursie piękności organizowanym w jej mieście.
W trakcie pobytu w mieście Fayetteville wstąpiła do jednego z nocnych klubów, gdzie wkrótce zdecydowała się podjąć pracę jako striptizerka. Po niedługim czasie porzuciła zawód, jednakże problemy zarobkowe zmusiły ją do powrotu do pracy w nocnym klubie. W ciągu kolejnego roku pracowała dla licznych nocnych klubów na terenie całego stanu.
W październiku 2005 podpisała dwuletni kontrakt z wytwórnią Wicked Pictures występując w produkcjach, m.in.: Gossip (2006) z Manuelem Ferrarą, Becoming Carmen Hart (2006) z Evanem Stone’em czy Girl in 6C (2007) z Charlesem Derą.
W marcu 2007 Hart pojawiła się na 56. edycji wyborów Miss USA Pageant w Hollywood Kodak Theatre. Była obecną posiadaczką tytułu Miss Exotic International i obserwowała, jak kontrowersyjna Miss USA 2006 Tara Conner ukoronowała swoją następczynię, Rachel Smith. Hart została również zauważona przez sławną sędzinę Vanessę Minnillo i producenta wydarzeń Donalda Trumpa. Później pojawiła się gościnnie w programie radiowym KROQ FM z siedzibą w Los Angeles Loveline.
W maju 2007 Hart trafiła na okładkę magazynu „Strip Las Vegas”.

## Nagrody i nominacje
| Rok  | Nagroda                                                  | Kategoria                                                 | Film                   | Wykonawcy                                                                                   | Rezultat  |
| ---- | -------------------------------------------------------- | --------------------------------------------------------- | ---------------------- | ------------------------------------------------------------------------------------------- | --------- |
| 2007 | AVN Award                                                | Najlepsza scena seksu grupowego – film                    | Fuck (2006)            | Chris Cannon, Tommy Gunn, Eric Masterson, Katsuni, Kirsten Price, Mia Smiles i Randy Spears | Wygrana   |
| 2007 | AVN Award                                                | Najlepsza aktorka drugoplanowa - film                     | Manhunters (2006)      | –                                                                                           | Nominacja |
| 2007 | AVN Award                                                | Najlepsza scena seksu samych dziewczyn                    | Manhunters (2006)      | Exotica, Kirsten Price i Jessica Drake                                                      | Nominacja |
| 2007 | AVN Award                                                | Najlepsza scena seksu w parze                             | Manhunters (2006)      | Kris Knight                                                                                 | Nominacja |
| 2007 | Venus Award                                              | Najlepsza aktorka międzynarodowa                          | –                      | –                                                                                           | Wygrana   |
| 2007 | Egzotyczny wykonawca roku (Exotic Performer of the Year) | Najpiękniejsza twarz/Najlepsze bułeczki/Najgorętsze ciało | –                      | –                                                                                           | Wygrana   |
| 2007 | Adultcon Top 20 Adult Actresses                          | Jedna z 20. najlepszych aktorek dla dorosłych             | –                      | –                                                                                           | Wygrana   |
| 2008 | XBIZ Award                                               | Wykonawczyni roku                                         | –                      | –                                                                                           | Nominacja |
| 2008 | AVN Award                                                | Najlepsza aktorka                                         | Just Between Us (2007) | –                                                                                           | Nominacja |
| 2009 | AVN Award                                                | Najlepsza aktorka                                         | Fired (2008)           | –                                                                                           | Nominacja |